# Kreis Malchin
| Basisdaten                                 | Basisdaten                                  |
| ------------------------------------------ | ------------------------------------------- |
| Bezirk der DDR                             | Neubrandenburg                              |
| Kreisstadt                                 | Malchin                                     |
| Fläche                                     | 651 km² (1989)                              |
| Einwohner                                  | 39.430 (1989)                               |
| Bevölkerungsdichte                         | 61 Einwohner/km² (1989)                     |
| Kfz-Kennzeichen                            | C (1953–1990) CE (1974–1990) MC (1991–1994) |
|                                            |                                             |
| Der Kreis Malchin im Bezirk Neubrandenburg |                                             |

Der Kreis Malchin war ein Landkreis im Bezirk Neubrandenburg der DDR. Von 1990 bis 1994 bestand er als Landkreis Malchin im Land Mecklenburg-Vorpommern fort. Sein Gebiet gehört heute zum Landkreis Mecklenburgische Seenplatte in Mecklenburg-Vorpommern. Der Sitz der Kreisverwaltung befand sich in Malchin.

## Geographie

### Lage
Der Kreis Malchin lag in der Mecklenburger Schweiz und umfasste unter anderem den Kummerower See. 

### Größte Orte
Die größten Orte des Kreises neben der Kreisstadt Malchin waren die Städte Dargun, Neukalen und Stavenhagen sowie die Gemeinden Basedow, Faulenrost, Gielow, Kummerow, Ivenack und Jürgenstorf.

### Nachbarkreise
Die Nachbarkreise des Kreises Malchin waren im Uhrzeigersinn im Norden beginnend die Kreise Grimmen, Demmin, Altentreptow, Waren und Teterow.

## Geschichte
Am 25. Juli 1952 kam es in der DDR zu einer umfangreichen Verwaltungsreform, bei der unter anderem die Länder der DDR ihre Bedeutung verloren und neue Bezirke eingerichtet wurden. Der damalige Landkreis Malchin gab Gemeinden an die neuen Kreise Teterow und Demmin ab. Aus dem verbleibenden Kreisgebiet wurde zusammen mit Teilen des alten Landkreises Demmin der neue Kreis Malchin mit Sitz in Malchin gebildet. Der Kreis wurde dem neugebildeten Bezirk Neubrandenburg zugeordnet.
Am 17. Mai 1990 wurde aus dem Kreis der Landkreis Malchin. Bei der Wiedervereinigung der beiden deutschen Staaten wurde der Kreis dem wiedergegründeten Land Mecklenburg-Vorpommern zugesprochen. Bei der ersten Kreisgebietsreform in Mecklenburg-Vorpommern, die am 12. Juni 1994 in Kraft trat, ging er in den Landkreisen Demmin und Müritz auf.

### Einwohnerentwicklung
| Jahr      | 1960   | 1971   | 1981   | 1989   |
| Einwohner | 43.712 | 41.779 | 40.150 | 39.430 |

## Wirtschaft
Bedeutende Betriebe waren unter anderem
- VEB Baustoffkombinat Neubrandenburg, Sitz Malchin
- VEB Getreidewirtschaft Malchin
- VEB Landmaschinenbau Dargun
- Koffer KG Hermelink; Stavenhagen
- VEB Molkerei und Dauermilchwerk Stavenhagen

## Verkehr
Dem überregionalen Straßenverkehr dienten die F 104 von Schwerin über Malchin nach Neubrandenburg, die F 110 von Rostock über Dargun nach Anklam und die F 194 von Stavenhagen nach Stralsund.
Das Kreisgebiet war durch die Eisenbahnstrecken Bützow–Malchin–Neubrandenburg, Malchin–Waren und Malchin–Dargun in das Bahnnetz der DDR eingebunden.

## Städte und Gemeinden
Am 3. Oktober 1990 gehörten folgende 24 Gemeinden zum Landkreis Malchin:
| Schlüssel-Nr. | Gemeinde      |             | Schlüssel-Nr.            | Gemeinde       |
| 13 0 24 010   | Basedow       |             | 13 0 24 170              | Malchin, Stadt |
| 13 0 24 020   | Bredenfelde   | 13 0 24 180 | Neukalen, Stadt          |                |
| 13 0 24 030   | Briggow       | 13 0 24 190 | Remplin                  |                |
| 13 0 24 040   | Brudersdorf   | 13 0 24 200 | Ritzerow                 |                |
| 13 0 24 050   | Dargun, Stadt | 13 0 24 210 | Schwinkendorf            |                |
| 13 0 24 060   | Duckow        | 13 0 24 220 | Stavenhagen, Reuterstadt |                |
| 13 0 24 070   | Faulenrost    | 13 0 24 230 | Stubbendorf              |                |
| 13 0 24 080   | Gielow        | 13 0 24 240 | Wagun                    |                |
| 13 0 24 090   | Gorschendorf  | 13 0 24 250 | Zarnekow                 |                |
| 13 0 24 100   | Grammentin    | 13 0 24 260 | Zettemin                 |                |
| 13 0 24 110   | Grischow      | 13 0 24 270 | Jürgenstorf              |                |
| 13 0 24 140   | Ivenack       | 13 0 24 280 | Gülzow                   |                |
| 13 0 24 160   | Kummerow      | 13 0 24 290 | Kittendorf               |                |

Ehemalige Gemeinden
- Hungerstorf, am 20. Mai 1979 zu Faulenrost
- Markow, am 1. Januar 1962 zu Ivenack

## Kfz-Kennzeichen
Den Kraftfahrzeugen (mit Ausnahme der Motorräder) und Anhängern wurden von etwa 1974 bis Ende 1990 dreibuchstabige Unterscheidungszeichen, die mit dem Buchstabenpaar CE begannen, zugewiesen. Die letzte für Motorräder genutzte Kennzeichenserie war CR 23-76 bis CR 31-45.
Anfang 1991 erhielt der Landkreis das Unterscheidungszeichen MC. Es wurde bis zum 11. Juni 1994 ausgegeben. Seit dem 18. März 2013 ist es im Landkreis Mecklenburgische Seenplatte erhältlich.